# Dinis Machado
Dinis Ramos Machado (Lisboa, 21 de Março de 1930 - Lisboa, 3 de Outubro de 2008) foi um jornalista e escritor português.

## Biografia
Viveu no Bairro Alto, na Rua do Norte, até 1963, quando se casou aos 34 anos, com Marília Ferreira Alves, engenheira química, de que houve uma filha, Rita. Começou por frequentar o Curso Geral do Comércio, que não concluiu. Foi funcionário da Federação das Caixas de Previdência, onde foi colega e amigo de Eugénio de Andrade, que o influenciou nas suas leituras. Filho de um árbitro de futebol, conhecido por Oliveira Penalty, foi, durante duas décadas, jornalista desportivo nos jornais Record, Norte Desportivo, Diário Ilustrado e Diário de Lisboa. Desenvolveu posteriormente as actividades de tradutor, autor de guiões para cinema e séries televisivas, estando ainda ligado profissionalmente à actividade editorial. Durante 11 anos, até 1979, foi chefe de redacção da edição portuguesa da revista de banda desenhada Tintin. Em 1971-72, surgiu como editor e chefe de redacção da 1ª série da versão portuguesa do semanário Spirou. Depois de enviuvar, a partir de 1985 viveu com a cantora lírica e bibliotecária Dulce Cabrita (1928-2010). Fumador inveterado, morreu em 2008, vítima de cancro do pulmão.

## Obra

### Dennis McShade
Durante muito tempo, Dinis Machado refugiou-se à sombra de um pseudónimo americano, inventado para fazer sair na colecção Rififi, que dirigia a convite de Roussado Pinto, uma trilogia de romances policiais com um herói borgesiano, um assassino profissional, com preocupações filosóficas, dado aos monólogos e às citações literárias e que age sempre sozinho, com o nome de Peter Maynard, referência a Pierre Ménard, a personagem de Borges que tentava reproduzir o Dom Quixote.. Mão direita do Diabo, Requiem para D. Quixote e Mulher e arma com guitarra espanhola foram escritos no período de um ano, quando o autor precisava de angariar 20 contos por ocasião do nascimento da filha.
A reedição dos seus romances policiais pela editora Assírio & Alvim, entre 2008 e 2009, inclui um inédito, Blackpot, publicado em Novembro de 2009.
Requiem para D. Quixote serviu ainda  de inspiração para o filme de 2009 
Contrato, o primeiro a ser realizado por Nicolau Breyner.

### O que diz Molero
O seu maior sucesso literário, tanto junto da crítica como do público, foi O que diz Molero, publicado em 1977. O que diz Molero marcou o reinício de um processo crítico sobre a necessidade de nos interrogarmos acerca da identidade portuguesa, bem como os caminhos possíveis para a convivência de uma pluralidade de formas artísticas. A linguagem coloquial, humorada e inventiva, a que não é alheia uma oralidade popular, tenta cristalizar figuras, lugares e imagens de um quotidiano que parece perdido.  Sobre este romance de Dinis Machado, afirmou Eduardo Lourenço tratar-se «de um livro-chave do nosso tempo». António Mega Ferreira considerou-o o «mais importante texto de ficção que se publicou em Portugal nos últimos anos [...] páginas miraculosamente repletas de sinais da mais bela, inteligente e emocionada escrita produzida por um escritor português na década de 70.» E Luiz Pacheco fala de «uma cavalgada furiosa de episódios,uma feira, um tropel de gente, uma festa popular de malucos e malucas, tudo chalado, uma alegria enorme quase insensata, o sentimento nos momentos doloridos mas tudo tão próximo de nós e tão naturalmente reproduzido na escrita.»
O que diz Molero conta a história de um rapaz, nunca referido pelo nome próprio, que, depois de ter sobrevivido a todas as aventuras e desventuras de uma infância e adolescência normais a uma criança que vive inserida numa comunidade pobre, enceta uma viagem para procurar compreender quem é e qual o significado da vida. Molero é encarregue por Austin e Mister Deluxe, seus superiores, de se pôr na pele de detective e procurar traçar o itinerário do rapaz. Os relatórios de Molero vão sendo lidos pelos superiores e é através deles que o leitor vai sabendo o que aconteceu ao herói, os vários países por onde foi passando, os livros que foi lendo, as mulheres que foi amando e os amigos que foi fazendo e reencontrando. Pedaços fragmentados de uma vida que nos dão as pistas necessárias para traçar o perfil de alguém que procura um sentido para a existência.
O romance já foi traduzido para seis idiomas: (alemão, búlgaro, castelhano, romeno, francês e checo). 
“O que diz Molero” teve a sua consagração teatral, numa adaptação feita por Nuno Artur Silva, José Pedro Gomes e António Feio, com música original de Nuno Rebelo e cenários e figurinos de António Jorge Gonçalves, tendo subido pela primeira vez ao palco a 27 de Outubro de 1994, na Sala Estúdio Amélia Rey Colaço - Robles Monteiro do Teatro Nacional D. Maria II. Uma produção que conheceu excelentes críticas e obteve, no ano de estreia, alguns prémios da Associação Portuguesa de Críticos de Teatro.

### Cinema e Televisão
Desde muito cedo um frequentador das salas de cinema, em especial do Cinema Loreto, organizou no princípio da década de 1960 os primeiros ciclos de cinema da Casa da Imprensa e publicou críticas na revista Filme. Autor de vários argumentos e diálogos para filmes fez ainda crítica de cinema no “Diário Ilustrado”, de 1958 a 1963, e na revista “Filme”, de 1959 a 1965. Tendo organizado diversos Festivais de Cinema da Casa da Imprensa de Lisboa, entre 1964 e 1966, Dinis Machado colaborou na fase inicial de Kilas, de José Fonseca e Costa, sendo co-autor do argumento e autor dos diálogos de Maria Vai Com As Outras, um projecto de Fernando Lopes inspirado em O que diz Molero.
Escreveu para a RTP Zé Gato, série policial dirigida por Rogério Ceitil e, em 1979, colaborou na série Retalhos da vida de um médico. Voltou mais tarde a fazer crítica de cinema em jornais e revistas, tais como "Opção", "Sete" ou "Isto é Cinema".

### Como Dennis McShade
- Mão direita do Diabo Amadora: Ibis Editora (1967); reedição: Lisboa: Assírio & Alvim (2008);
- Requiem para D. Quixote Amadora: Ibis Editora (1967); reedições: Lisboa: Círculo de Leitores (1987); Lisboa: Assírio & Alvim (2008);
- Mulher e arma com guitarra espanhola Amadora: Ibis Editora (1968); reedições: Lisboa: Círculo de Leitores, (1987); Lisboa: Assírio & Alvim (2009);
- Blackpot [inédito] Lisboa: Assírio & Alvim(2009);

### Como Dinis Machado
- O que diz Molero Lisboa: Bertrand (1977); Edição Comemorativa do 30º. Aniversário da Obra; il. de António Jorge Gonçalves, 31ªed. Lisboa: Bertrand, (2007);
- Discurso de Alfredo Marceneiro a Gabriel Garcia Marquez Lisboa: Bertrand (1984);
- Reduto quase final Amadora: Bertrand (1989);
- Gráfico de vendas com orquídea : e outras formas de arrumação de conhecimentos : 20 textos (de 1977 a 1993) Lisboa: Livros Cotovia (1999);

### Traduções
- Castelhano - Lo que dice Molero Trad.: Ángel Crespo. Madrid:  Alfaguara, (1981)
- Francês - Ce que dit Molero Trad.: Ingrid Pelletier, Carlos Baptista. Paris:  Passage du Nord-Ouest (2002)
- Romeno - Ce spune Molero Trad.: Micaela Ghitescu. Bucaresti:  Humanitas (2006)
- Checo - Co tvrdí Molero, Trad.: Vlastimil Váně. Dauphin, Praha (2011)